# فيرجيل روس
فيرجيل روس (بالإنجليزية: Virgil Walter Ross)‏ هو رسام كارتون ورسام رسوم متحركة أمريكي، ولد في 8 أغسطس 1907 في واتيرتاون في الولايات المتحدة، وتوفي في 15 مايو 1996 في لوس أنجلوس في الولايات المتحدة.

## وصلات خارجية
- فيرجيل روس على موقع IMDb (الإنجليزية)
- فيرجيل روس على موقع ألو سيني (الفرنسية)
- فيرجيل روس على موقع قاعدة بيانات الفيلم (الإنجليزية)